# Tryo
Tryo è un gruppo francese di musica reggae.
Nel 1995 Guizmo e Manu Eveno incontrano un giovane attore e musicista: Christophe Mali; questo sarà il nucleo centrale del gruppo Tryo. Tempo dopo conosceranno l'attuale percussionista, Daniel "Danielito" Bravo.
Nonostante il nome possa ingenerare confusione il gruppo è quindi costituito da 4 elementi. Inoltre il loro produttore, Bibou, prende parte attivamente alla vita artistica del gruppo costituendo, di fatto, il quinto elemento del gruppo.
Agli inizi il gruppo è fortemente influenzato dalla musica reggae ed è da questa ispirazione che nasceranno i primi due album: Mamagubida e Faut qu'ils s'activent, nel 1998 e nel 2000. Con il loro terzo album, Grain de Sable, si aprono a nuove influenze. Il loro ultimo album, Ce que l'on s'aime, uscito nel settembre del 2008, conferma questa evoluzione proponendo una varietà musicale che attinge da suoni provenienti da ogni angolo del mondo, come per esempio nei pezzi: Mrs Roy, Tombé mal o El dulce de leche.
Tryo ha saputo staccarsi dalla scena tradizionale francese per il suo approccio impegnato alla musica e il mix vocale dei tre cantanti del gruppo.
La casa produttrice di Tryo è la BMG con il marchio Saint George.
La particolarità del gruppo è di preferire il passaparola ai media tradizionali, dove appaiono molto raramente.